# Eric Jennings
Eric Jennings (teljes neve Eric Thomas Jennings) (Worcester, 1923. január 23. – Hereford, 1988. június) angol nemzetközi labdarúgó-játékvezető. Polgári foglalkozása vízkezelő cég műszaki vezetője.

## Pályafutása

### Nemzeti játékvezetés
1954-ben lett az I. Liga játékvezetője. A nemzeti játékvezetéstől 1970-ben vonult vissza.

#### Nemzeti kupamérkőzések
Vezetett kupadöntők száma: 1.

##### FA-kupa
Szakmai pályafutásának elismeréseként, visszavonulása alkalmából kapta a döntő mérkőzés koordinálását.
| Időpont           | Helyszín                 | Mérkőzés típusa        | Mérkőzés                    | Eredmény | Nézők száma |
| ----------------- | ------------------------ | ---------------------- | --------------------------- | -------- | ----------- |
| 1970. április 11. | Wembley Stadion, London  | döntő első mérkőzés    | Chelsea FC–Leeds United FC  | 2 – 2    | 100 000     |
| 1970. április 29. | Old Trafford, Manchester | döntő második mérkőzés | Chelsea FC–Leeds United AFC | 2 – 1    | 62 078      |

### Nemzetközi játékvezetés
A Francia labdarúgó-szövetség Játékvezető Bizottsága (JB) terjesztette fel nemzetközi játékvezetőnek, a Nemzetközi Labdarúgó-szövetség (FIFA) 1966-tól tartotta nyilván bírói keretében. A FIFA JB központi nyelvei közül a angolt beszélte.
Több nemzetek közötti válogatott és klubmérkőzést vezetett, vagy működő társának partbíróként segített. Az aktív nemzetközi játékvezetéstől 1970-ben búcsúzott. Válogatott mérkőzéseinek száma: 4.

#### Brit Bajnokság
1882-ben az Egyesült Királyság brit tagállamainak négy szövetség úgy döntött, hogy létrehoznak egy évente megrendezésre kerülő bajnokságot egymás között. Az utolsó bajnoki idényt 1983-ban tartották.
| Időpont           | Helyszín                      | Mérkőzés típusa | Mérkőzés              | Eredmény | Nézők száma |
| ----------------- | ----------------------------- | --------------- | --------------------- | -------- | ----------- |
| 1970. április 18. | Windsor Park Stadion, Belfast | csoportmérkőzés | Észak-Írország–Skócia | 0 – 1    | 31 000      |